# Field Building
El Field Building, también conocido como LaSalle National Bank Building y Bank of America Building es un edificio de oficinas art déco en 135 South LaSalle Street en el área comunitaria del Loop de Chicago, en el estado de Illinois (Estados Unidos). Fue designado como Monumento Histórico de Chicago el 9 de febrero de 1994.

## Historia y descripción
La construcción del Field Building se completó en 1934 como un rascacielos de 163,1 m de 45 pisos en el sitio delimitado por South Clark Street, South LaSalle Street y West Adams Street. El arquitecto fue la firma de Graham, Anderson, Probst & White. Se considera el último edificio de oficinas importante erigido en Chicago antes de la pausa de construcción de la Gran Depresión/Segunda Guerra Mundialque terminó con la construcción de One Prudential Plaza en 1955.
Muchas de las últimas innovaciones, como ascensores de alta velocidad y aire acondicionado, se incorporaron al diseño del edificio. El vestíbulo cuenta con una galería de varios niveles entre las calles LaSalle y Clark que permite a los peatones caminar entre las dos calles y acceder al espacio comercial sin salir del edificio. El panel indicador del ascensor y el buzón del vestíbulo tienen un diseño integrado que se asemeja a la forma exterior del edificio.
El edificio se levanta sobre una base de cuatro pisos que cubre todo el sitio. El exterior del primer piso está revestido en granito negro pulido. Las ventanas están enmarcadas con aluminio pulido o monel y tienen paneles de enjuta de aluminio negro y pulido. Las entradas en las fachadas este y oeste se elevan en toda la altura de la base y también están enmarcadas en granito negro. Cinco pilastras revestidas en mármol blanco de Yule separan las bahías que contienen puertas giratorias que dan acceso al vestíbulo.
Los pisos superiores están revestidos de piedra caliza con ventanas agrupadas verticalmente y empotradas para enfatizar la altura del edificio. La torre rectangular de 45 pisos está centrada en la base y apuntalada por una torre más corta de 22 pisos en cada una de sus cuatro esquinas.
Varios edificios ocuparon este sitio hasta que comenzó la construcción en 1931. El primer rascacielos del mundo, el Home Insurance Building (1885-1931), ocupó hasta entonces la parte occidental frente a las calles LaSalle y Adams. El 7 de diciembre de 2004 se produjo un incendio en el piso 29 que se extendió también al piso 30, resultaron heridas 25 personas.
Gran parte del área alquilable del edificio estaba ocupada por LaSalle Bank, y el resto ocupado por varios inquilinos privados. En 2007, LaSalle Bank fue vendido por su propietario europeo ABN AMRO a Bank of America y el nombre del edificio cambió a Bank of America Building. En agosto de 2008, el Banco vendió el edificio a AmTrust, pero sigue ocupando 240.000 m² de los 110.000 del edificio en virtud de un contrato de arrendamiento que se extiende hasta 2020. En abril de 2017, el banco anunció que trasladaría sus oficinas a una nueva torre en desarrollo en 110 North Wacker.
Los espacios mecánicos están ubicados en los pisos 25 y 45. Los pisos 43 y 44 albergan comedores ejecutivos para uso del banco y otros inquilinos seleccionados, con una cafetería ubicada en el nivel del vestíbulo. Bank of America utiliza el lado oeste de la planta baja para banca minorista, y el lado este se alquila a comerciantes. El resto de las plantas consta de un espacio típico de oficinas. Como era habitual en la década de 1930, el edificio no tiene piso 13.